# Derek Dietrich
Derek Richard Dietrich (ur. 18 lipca 1989) – amerykański baseballista występujący na pozycji drugobazowego w Cincinnati Reds.

## Przebieg kariery

### College
Po ukończeniu szkoły średniej, w czerwcu 2007 został wybrany w trzeciej rundzie draftu przez Houston Astros, jednak nie podpisał kontraktu z organizacją tego klubu, gdyż zdecydował się podjąć studia w Georgia Institute of Technology, gdzie w latach 2008–2010 grał w drużynie uniwersyteckiej Georgia Tech Yellow Jackets na pozycji łącznika. Podczas trzech sezonów występów w NCAA uzyskał średnią uderzeń 0,331, zdobył 41 home runów i zaliczył 181 RBI.

### Minor League Baseball
W czerwcu 2010 został wybrany w drugiej rundzie draftu przez Tampa Bay Rays. Zawodową karierę rozpoczął w Hudson Valley Renegades (poziom Class A-Short Season), następnie w 2011 grał w Bowling Green Hot Rods (Class A), gdzie ustanowił rekord klubowy w liczbie zdobytych home runów w sezonie zasadniczym. W sezonie 2012 występował w Charlotte Stone Crabs (Class A-Advanced) i w Montgomery Biscuits (Double-A), a po jego zakończeniu przeszedł do Miami Marlins za Yunela Escobara. Sezon 2013 rozpoczął od występów w Jacksonville Suns (Double-A), gdzie został przesunięty z łącznika na drugą bazę.

### Major League Baseball
Ze względu na kontuzję wewnątrzpolowych Donovana Solano i Chrisa Valaiki, 8 maja 2013 Dietrich otrzymał powołanie do składu Miami Marlins i tego samego dnia zadebiutował w Major League Baseball w meczu przeciwko San Diego Padres, w którym zaliczył single'a. Dwa dni później w meczu z Los Angeles Dodgers zdobył swojego pierwszego home runa, a 31 lipca 2016 w spotkaniu z St. Louis Cardinals pierwsze, dające zwycięstwo uderzenie w MLB.
W lutym 2019 został zawodnikiem Cincinnati Reds.